# E.V. Harboe
Edvard Valdemar Harboe (30. marts 1834 i København – 30. april 1883 sammesteds) var en dansk landskabsmaler og fotograf.
Han var søn af malermester og kaptajn ved Brandkorpset Johannes Qviedens Harboe (1800-1874) og Laurentze Andrea Elisabeth f. Staal. Efter at have besøgt Teknisk Institut kom han på Kunstakademiet i 1850, blev 1858 elev af modelskolen og vandt 1861 den lille sølvmedalje, medens han samtidig var i malerlære hos sin fader. 1854-57 og 1859-62 udstillede han på Charlottenborg Forårsudstilling en del landskaber, hvoraf flere blev købt af Kunstforeningen. Han hentede især sine motiver i Københavns nordlige omegn.
I sine senere år levede han som fotograf i landskabsfaget med forretning Kompagnistræde 20. Hovedparten af Harboes fotografiske motiver var dog prospekter fra København og omegn, bl.a. en serie på ti af Kronborg og mange københavnske gadebilleder, herunder et af Slotsholmsgade. Omkring 1880 optog Harboe også fotografier af kunstværker. Som fotograf udstillede og modtog Harboe medaljer på Nordisk Kunstudstilling i København 1872; verdensudstillingen i Paris 1867 og atter i 1878 og verdensudstillingen i Wien 1873.
Han døde ugift og er begravet på Holmens Kirkegård.

## Værker
Maleri:
- Parti af Hellebæk (udstillet 1854)
- Forskellige køkkensager (udstillet 1854)
- Parti i Jægersborg Dyrehave (1856)
- Sølyst i Vedbæk (1858, Rudersdal Museer)
- Strandparti mellem Vedbæk og Skodsborg (1859)
- En husmands bolig i en sjællandsk bondeby (udstillet 1862)

Fotografier:
- Fredensborg Slot (1867, Det Kongelige Bibliotek)
- Kronborg (serie på 10, 1867, Det Kongelige Bibliotek)
- Amagertorv (to fotos, 1867, Det Kongelige Bibliotek)
- Børsen (1867, Det Kongelige Bibliotek)
- Holmens Kanal (1867, Det Kongelige Bibliotek)
- Gammeltorv (Det Kongelige Bibliotek)
- Slotsholmsgade (1867, Det Kongelige Bibliotek)
- Gammel Strand (ca. 1867, Det Kongelige Bibliotek)
- Ved Stranden (fire fotos, 1867, Det Kongelige Bibliotek)
- Komtesse Moltkes Pigeskole (1860'erne, Det Kongelige Bibliotek)
- Nytorv (to fotos, 1860'erne, Det Kongelige Bibliotek)
- Thorvaldsens Museum (1860'erne, Det Kongelige Bibliotek)
- Toldboden (Det Kongelige Bibliotek)
- Peder Madsens Gang (to fotos, Det Kongelige Bibliotek)
- Langelinie (Det Kongelige Bibliotek)
- Rosenborg Slot (Det Kongelige Bibliotek)
- Købmagergade (Det Kongelige Bibliotek)
- Vor Frelsers Kirke, eksteriør (Det Kongelige Bibliotek)
- Vor Frue Kirke, interiør (Det Kongelige Bibliotek)
- Raadvad (Det Kongelige Bibliotek)
- Tuborg Havn under anlæggelse (1868, Museet for Søfart)